# マリア・アンナ・フォン・シュパーニエン
マリア・アンナ・フォン・シュパーニエン（独: Maria Anna von Spanien, 1606年8月18日 - 1646年5月13日）は、神聖ローマ皇帝フェルディナント3世の皇后。

## 生涯
スペイン王フェリペ3世と王妃マルガリータの次女。スペイン語名はマリア・アナ・デ・エスパーニャ（María Ana de España）またはマリア・アナ・デ・アウストリア（María Ana de Austria）。姉にフランス王ルイ13世妃アナ（アンヌ・ドートリッシュ）、兄にフェリペ4世、弟に枢機卿フェルナンド。
1620年代、イングランド王ジェームズ1世は、マリアを王太子チャールズ（後のチャールズ1世）の花嫁に迎えたいと考えた。早速マドリードへチャールズを送り込み求婚させるが、チャールズ自身の堅物な性格と、寵臣バッキンガム公の不遜な態度が災いし、婚約に至らなかった。
1631年、母方の従弟フェルディナント大公と結婚し、6子を生んだ。
- フェルディナント4世（1633年 - 1654年） - ローマ王、ハンガリー王、ボヘミア王
- マリアナ（1634年 - 1696年） - フェリペ4世妃
- フィリップ・アウグスト（1637年 - 1639年）
- マクシミリアン・トマス（1638年 - 1639年）
- レオポルト1世（1640年 - 1705年） - 神聖ローマ皇帝、ハンガリー王、ボヘミア王
- マリア（1646年 夭折）

1646年、39歳でリンツで亡くなった。